# R.L. Burnside

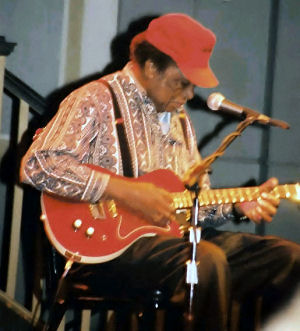
R.L. Burnside

Robert Lee Burnside (Harmontown (Lafayette County, Mississippi), 23 november 1926 – Memphis, 1 september 2005) was een Amerikaans gitarist en zanger van de blues, die in de jaren 1990 bekendheid kreeg.

## Biografie
Burnside woonde het grootste deel van zijn leven in de omgeving van Holly Springs (Noord-Mississippi). Halverwege de jaren vijftig verliet hij echter voor een korte periode zijn geboortestreek om naar Chicago te gaan. 
Hij raakte geïnspireerd voor de gitaar nadat hij "Boogie Chillen" van John Lee Hooker had gehoord. Hij leerde het gitaar spelen grotendeels van zijn buurman Fred McDowell. Zijn aangetrouwde neef Muddy Waters moet ook gezien worden als een van zijn inspiratiebronnen.
Burnside leidde een bewogen leven. Hij beweerde zelf dat hij slechts zes maanden gevangenisstraf kreeg voor een moord. Volgens de overlevering zorgde zijn werkgever ervoor dat zijn straf zo kort was, omdat hij Burnside nodig had als tractorbestuurder.
De eerste opname van Burnside dateert uit 1969 en werd geproduceerd door George Mitchell. Deze opname werd uitgebracht op "Mississippi Delta Blues Volume 2" van Arhoolie Records. Na nog een akoestisch bluesalbum in datzelfde jaar duurde het tot 1984 voordat Burnside weer een album uitbracht, genaamd "Mississippi Hill Country Blues" op Swingmaster. Daarna volgden diverse singles die werden uitgebracht door David Evans op Highwater Records.
In het begin van de jaren negentig tekende hij een contract bij Fat Possum Records, opgericht door Living Blues-redacteur Peter Lee en Matthew Johnson, met als doel de oudere Mississippi-bluesmannen zoals Burnside en zijn vriend Junior Kimbrough op te nemen. Hierdoor werd Burnside pas echt bekend. Hij bleef Fat Possum jarenlang trouw.
Na de dood van Kimbrough stopte Burnside met het opnemen van studiomuziek. Hij bleef echter tot 2001 regelmatig op tournee gaan. In dat jaar werd hij getroffen door een zware hartaanval, waarna de artsen hem het gebruik van alcoholische dranken verboden. Volgens Burnside kon hij daardoor onmogelijk nog optreden. Hij overleed in 2005 op 78-jarige leeftijd.

## Discografie
- 1993 Bad Luck City
- 1994 Too Bad Jim
- 1994 Mississippi Delta Blues Vol. 2 - Blow My Blues Away
- 1996 A Ass Pocket of Whiskey (met The Jon Spencer Blues Explosion)
- 1997 Mr. Wizard
- 1997 Acoustic Stories
- 1997 Mississippi Blues
- 1997 Sound Machine Groove
- 1998 Rollin' Tumblin'
- 1998 Come On In
- 1999 My Black Name A-Ringin'
- 2000 Wish I Were In Heaven Sitting Down
- 2001 Hill Country Blues
- 2001 Giants of Country Blues Guitar - Volume 2
- 2001 Well Well Well
- 2001 Burnside on Burnside
- 2003 Going Down South
- 2003 No Monkeys on This Train
- 2003 First Recordings
- 2003 Burnside's Darker Blues
- 2004 A Bothered Mind